# (34557) 2000 SE270
2000 SE270 (asteroide 34557) é um asteroide da cintura principal. Possui uma excentricidade de 0.12471500 e uma inclinação de 11.13888º.
Este asteroide foi descoberto no dia 27 de setembro de 2000 por LINEAR em Socorro.